# Vicomté de Couserans
La vicomté de Couserans fut une juridiction féodale des Pyrénées, dépendante en partie du comté de Comminges à partir de la conquête d'une partie du territoire par Bernard Ier de Comminges entre 1126 et 1130, la vicomté dépendait auparavant en intégralité du comté de Foix (et qui restera liée au Languedoc par la juridiction du Parlement de Toulouse), dans le pays de Couserans, arrosée par le Salat et ses affluents, à l'ouest de l'actuel département de l'Ariège.

## Historique
L'origine de la vicomté provient de la division du comté de Foix par les titres de Bernard Roger de Foix, comte de Foix, qui s'intitule « comte de Couserans » à partir de 1012, le territoire dépend donc du Languedoc. Les descendants de Bernard Roger sont comtes de Couserans, même si le titre n'est plus utilisé à partir du XIIe siècle. Le comté de Foix venait lui-même du partage effectué par Roger Ier de Carcassonne dit Roger le Vieux, comte de Carcassonne, qui donna une partie de son comté à son fils Bernard-Roger, premier comte de Foix.
Elle fut donnée comme vicomté par le comte Bernard III de Comminges (Dodon de Samatan) à son fils Roger Ier qui en fut le premier vicomte.
Puis a suivi son fils Roger II qui en mourant a laissé le Couserans à son fils Roger III, et le comté de Pallars (qu'il avait acheté à sa troisième femme) à son autre fils Arnaud Roger Ier (père de Sibylle qui s'est mariée avec Hugues de Mataplana et qui est à l'origine de la dernière dynastie comtale du Pallars).
Roger III est mort entre 1257 et 1267 et lui a succédé son fils nommé Arnaud d'Espagne, qui a réclamé le Pallars et l'a envahi sans succès.
En 1304 lui a succédé son fils Roger IV, qui lui aussi a tenté d'envahir le Pallars. Son fils Raymond Roger Ier fut le vicomte suivant. Un mariage, celui de la vicomtesse Isabelle de Bruniquel a apporté cette vicomté, mais ce n'est pas clair si elle a épousé Roger ou Raymond Roger ; en tout cas, la vicomté est passée à leur fils commun Arnaud Roger puis à leur petit-fils Roger et ses descendants (voir vicomté de Bruniquel).
Raymond Roger a fait un premier mariage avec Mata d'Armagnac-Fesenzaguet avec qui il a eu un fils et successeur au Couserans, Jean Roger, mort après 1392. Son fils Raymond Roger II fut vicomte et est mort en 1425; son fils Jean Roger II lui a succédé, pendant qu'un autre fils, Raymond Roger, fut vicomte de Soulan et a ouvert la lignée des vicomtes de Soulan.
Jean Roger II est décédé en 1445 ou 1446 et l'héritière la plus proche était sa sœur Aliénor, mariée à Jean II de Foix, de la Maison des seigneurs de Fornets, Rabat et Séron.
À Jean lui a succédé son fils Roger qui est mort en laissant deux filles célibataires et sans descendance.
Dès avant la Renaissance, la vicomté tend à être dépecée faute de descendants masculins au gré de successions compliquées et de jugements. Elle aboutit entre les mains des Narbonne-Lara lesquels, pressés par le besoin, firent des emprunts auprès des Foix-Rabat. Devenus de redoutables créanciers, ceux-ci acquirent une partie de la Vicomté, s’autoproclamant alors vicomtes du Couserans. Les deux familles entrèrent en conflit car elles étaient toutes deux déterminées à user du titre vicomtal.
Au terme de nombreux procès, les Foix-Rabat gardèrent la vicomté alors que les Narbonne Lara devinrent Seigneurs et Vicomtes de Saint-Girons. Le titre n’appartenait plus au vicomte de Couserans.
Corbeiran a transmis la vicomté à son frère Germain et a cédé les seigneuries à son fils Jean (III de Foix-Rabat). Germain a acquis par mariage la seigneurie de Mardogne (à Joursac dans le Cantal) et sa lignée s'est appelée Foix-Mardogne au lieu de Foix-Rabat. Il a partagé les seigneuries entre ses deux fils : Louis a reçu la seigneurie de Mardogne et Jean la vicomté de Couserans. Son successeur fut son fils Jean-Paul qui n'a laissé qu'une fille, Françoise, qui s'est mariée avec François de Mauléon, seigneur de La Cour, et a été à l'origine de la dynastie de Couserans-Mauléon, à laquelle a succédé celle de Modave, et finalement celle des Polignac qui a duré jusqu'à la Révolution.
Le titre de vicomte de Couserans est aussi un titre du Royaume d'Espagne concédé en 1830 à Joseph d'Espagne et Rossignol, comte d'Espagne, descendant d'un fils second d'Arnaud Ier de Comminges dit d'Espagne qui furent seigneurs de Montespan, marquis et comtes d'Espagne et ont leur origine de la famille seigneuriale des Comenge, marquis de Vervins.

## Liste des vicomtes
- Roger Ier 1180-1211
- Roger II 1211-1257
- Roger III 1257-avant 1267
- Arnaud Ier de Comminges dit d'Espagne, avant 1267-1304
- Roger IV 1304-?
- Raymond Roger I ?-?
- Raymond Roger II ?-1392
- Raymond Roger III 1392-1427
- Jean Roger I 1427-1446
- Raymond Roger IV (Ier de Soulan) 1446-1459
- Raymond Roger V (II de Soulan) 1459-1491
- Odet de Lomagne (prétendant)
- Antoine Roger 1491-1497 (emprisonné 1495-1497) dernier vicomte de Couserans, la dynastie s'est poursuivie avec les seigneurs de Soulan et autres lieux.
- Jeanne 1495-1497
- Jean de Mauléon (époux) 1497-?
- Raymond Roger de Mauléon (fils) ?-1557
- Jean-François de Mauléon (fils) 1557-1602, a rendu ses droits à Marguerite de Béon
- Berthe, Marguerite, Antoinette et Isabelle, sœurs d'Antoine Roger, co-dames 1497-1545
- Jean de Béon 1545 (époux de Berthe, achète des droits aux trois autres sœurs
- Sébastien de Béon (fils d'un premier mariage de Jean, mais pas de Berthe) 1545-1562
- Marguerite de Béon, dame de Sainte-Colombe, 1562-1603, morte sans descendants
- Jacques de Rochechouart (beau-frère, par testament) 1603

## Généalogie des vicomtes
- Roger Ier 1180-1211, marié avec Sibylle de Foix (fille de Roger-Bernard Ier de Foix et de Cécile Trencavel)
  - Roger II 1211-1257, marié avec Cécile de Forcalquier (fille du comte Bertrand II de Forcalquier)
    - Roger III 1257-avant 1267, marié en 1236 avec Grise d'Espagne dame de Montespan (fille d'Arnaud d'Espagne seigneur de Montespan)
      - Arnaud Ier, avant 1267-1304 (vicomte de Pailhars, seigneur de Montespan) (+1310), marié avec Philippa de Foix (fille de Roger IV de Foix et Brunissende de Cardona)[2]
        - Roger IV 1304-?, marié avec Cécile 
          - Raymond Roger Ier ?-?, marié avec Marguerite de Toulouse (1328) fille de Réginald de Toulouse vicomte de Bruniquel et de Brayda de Goth; marié (1333) Mata d'Armagnac, fille de Gaston d'Armagnac, vicomte de Fezensaguet, et d'Indie de Caumont; et marié en troisièmes noces avec Éléonore de Pallars, fille de Raymond Roger de Pallars et de Sibylle de Cardona
            - Cécile (de 1)
            - Raymond Roger II (de 2) ?-1392, marié avec Isabelle de Toulouse (Isabelle de Trocelh ou Trousseau) fille et héritière de la vicomtesse Bertrande de Bruniquel (+1395)
              - Raymond Roger III 1392-1427, marié avec Mata d'Astarac fille de Jean comte d'Astarac et de Mascarose de Labarthe; marié en secondes noces avec Yolande de Cardona; marié en troisièmes noces avec Éléonore de Bellère; marié en quatrième noces avec Jeanne de L'Isle-Jourdain fille de Jean de L'Isle-Jourdain et d'Isabelle de Lévis.
                - Jean Roger Ier (d'1) 1427-1446, marié avec Mathilde de Terrida fille de Bertrand III vicomte de Terrida et d'Éléonore de Voisins.
                  - Mata Rogère, mariée avec Odet de Lomagne, seigneur de Fimarcon, prétendant à la vicomté

                - Jeanne (d'1), mariée avec Jean de Mauléon, vicomte de Soulan en 1497
                - Raymond Roger (de 2), Ier vicomte de Soulan (et seigneur d'Alos et Lectoure) et (1446) IV de Couserans, marié avec sa cousine Jeanne d'Espagne (1425); en secondes noces (1443) avec Violant (Yolande) de Toralla; et en troisièmes noces avec Isabelle de Puigserver.
                  - Marguerite (d'1), mariée (1461) avec son cousin Arnaud d'Espagne seigneur de Durfort
                  - Raymond Roger (de 2) II de Soulan et V de Couserans, marié avec Jeanne de Vidal, fille de Jofré de Vidal et Yolande de Lafon de Feneyrols
                    - Antoine Roger, marié avec Françoise de Saman, fille de Jean de Saman et d'Agnès d'Orbessan
                      - Anne, mariée avec Alexandre de Capriol

                    - Berthe, mariée avec Jean de Béon
                      - Sébastien de Béon
                        - Marguerite de Béon

                    - Marguerite
                    - Antoinette, épouse (1536) de Pierre de Puybéral
                    - Catherine Isabelle?, épouse (1547) de François de Soubiran

                  - Jeanne Rogère, épouse d'Arnaud de Rigaud de Vaudreil
                  - Catherine Rogère, épouse (1497) de Raymond de Comenge seigneur de Roquefort
                  - Isabelle, épouse (1462) de Jean d'Isalguier

                - Cécile (de 2), épouse de Corbeiran de Foix (1422)
                - Arnaud Roger (de 3), marié avec Isabelle de Noé
                - Éléonore (de 3), mariée en 1441 avec Jean de Foix, seigneur de Rabat
                - Aldonce (de 3), mariée en 1448 avec Jean de Carmaing
                - Jean Roger II (de 4)

              - Arnaud Roger, vicomte de Bruniquel
              - Philippe, épouse de Jean d'Astarac
              - Marguerite, épouse de Raymond de Caussade

            - Roger (de 3), premier vicomte de Bruniquel.

        - Arnaud d'Espagne, seigneur de Montespan
        - Brunisende, mariée avec Sanxonet de Pins, seigneur de Monheur et Taillebourg

      - Bérengère, mariée avec Gérard comte d'Aure